# Narrenschneiden
Das Narrenschneiden oder der Narrenschnitt ist eine im Mittelalter durchgeführte Operationsmethode, die nach damaliger Vorstellung zur Beseitigung des Wahnsinns oder von Besessenheit führen sollte.
Die Kopfhaut des Patienten wurde mithilfe einfachster Mittel geöffnet, um angebliche Steine zu entnehmen, die als Quelle des Wahnsinns galten. Das Narrenschneiden ist somit eine Form der Trepanation. Rückschlüsse auf die Region, auf die diese Operationen beschränkt waren, lassen sich vor allem durch die Bildhauerei ziehen; Kunstwerke mit dieser Thematik sind vor allem in der Region Flandern und den heutigen südlichen Niederlanden entstanden.

## Verfahren
Aufgrund der Vorstellung der Menschen im 15. und 16. Jahrhundert, dass die Narrheit eine im Kopf wuchernde Krankheit sei, entdeckten Quacksalber und Scharlatane dieses neue Betätigungsfeld einer Amateurchirurgie für sich.
Quacksalber zogen in den Ländern umher und boten ihre Künste vorwiegend auf öffentlichen Plätzen an. Alle ihre Verfahren und Mittel waren somit eine Zurschaustellung für die Öffentlichkeit. Auch das Narrenschneiden bestand größtenteils aus solchen Showeinlagen.
Einfachste Mittel dienten den Operierenden dazu, die Schädeldecke, oder meist nur die Kopfhaut auf der Stirn, zu öffnen bzw. einzuritzen. Dabei wurden die Patienten nicht betäubt. Anschließend zauberte der Quacksalber durch einen geschickten Taschenspielertrick einen oder wenige Steinchen aus der Öffnung in seine Hand und ließ sie dem Patienten, als Vorführung seines Wahnsinns, vor die Füße fallen.
Durch den Schuhmacher Hans Sachs (1494–1576) ist eine weitere Narrenschneideroperation überliefert worden, wobei nicht ganz klar ist, ob seine Darstellung fiktiv ist oder die Wirklichkeit widerspiegelt. Sachs zufolge wurden dem Patienten seine Laster in Form von Steinen aus dem Bauch entnommen.

## Narrenschneiden in der Kunst

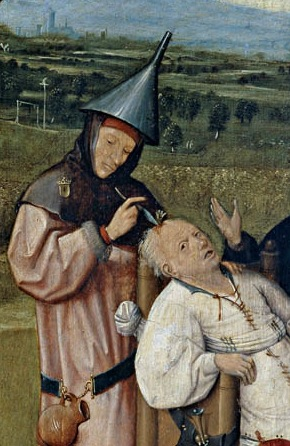
H. Bosch: „Das Steinschneiden“

Auch in der Kunst fanden diese öffentlich inszenierten Operationen ihren Platz. Das wohl berühmteste Beispiel ist uns durch den niederländischen Maler Hieronymus Bosch gegeben, mit seinem Werk „Das Steinschneiden“. Hier schneidet der Quacksalber einem Mann jedoch Blumen anstatt Steine aus dem Kopf, was auf eine Anspielung Boschs zurückgeführt wird. Der Textteil des Bildes deutet auf den Patienten als Narren hin: „Meester snyt die Keye ras – Myne name Is lubbert Das“. – „Meister, schneid’ den Stein heraus - Mein Name ist dummer Dachs“. Zudem dürfte „keye“ übersetzt nicht nur „Stein“ bedeutet haben, sondern zugleich auch „Geistesverwirrung“.
Ebenso eine Szenerie aus einer Steinschneider-Operation ist uns mit Jan Sanders’ „El Cirujano“ überliefert. Sein Kunstwerk dürfte eine Operation zur Behandlung von Epilepsie zeigen.